# 聖馬丁國際
聖馬丁國際控股有限公司，簡稱聖馬丁國際控股，以及聖馬丁國際（英語：SANDMARTIN INTERNATIONAL HOLDINGS LIMITED，港交所：0482、臺證所：910482），在1987年由洪聰進（董事長）、陳美惠（總裁）、以及廖文毅創立。
現時業務在臺灣、中國內地等經營生產及銷售數字電視接收機、前端組件、射頻產品、光纖電纜、網絡通訊產品以及數字測量設備等。
現時總部位於中國廣東省中山市坦州鎮新前進村前進二路16號第三工業區、臺北市信義區基隆路二段115號10-11樓，以及香港干諾道中168-200號信德中心招商局大廈1901室。
而股份在2005年5月12日於香港交易所主板，以及2009年12月18日於臺灣證券交易所以臺灣存託憑證上市，香港方面以招股價為1.5港元，發行股份則以125,000,000股，集資額為187,500,000港元；臺灣方面，則以招股價為8元新台幣，發行股份則以148,000,000股，集資額為1,184,000,000元新台幣。

## 連結
- SandMartin.com.hk （页面存档备份，存于）